# Royal Holloway

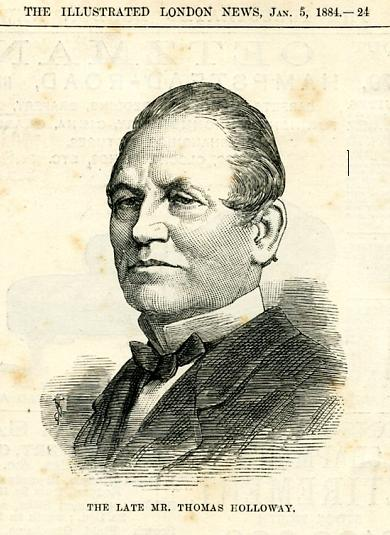
creador de la universidad

Royal Holloway es una de las escuelas (colleges) que conforman la Universidad de Londres, Inglaterra. La mayor parte de la escuela se encuentra en Egham, en Surrey. Royal Holloway fue fundada en 1879 con el nombre de "Royal Holloway College". Actualmente cuenta con más de 7,700 alumnos.
El colegio tiene tres facultades, 18 departamentos académicos y unos 9.000 estudiantes de pregrado y Postgrados de más de 100 países diferentes. El campus se encuentra ligeramente al oeste de Egham, Surrey, dentro de los límites de la mayor área urbana de Londres, aunque fuera de la autopista M25 y unas 19 millas (31 km) desde el centro geográfico de Londres.
El campus de Egham fue fundado en 1879 por el empresario victoriano y filántropo Thomas Holloway. Royal Holloway College fue inaugurado oficialmente en 1886 por la reina Victoria como un colegio de mujeres. Se convirtió en miembro de la Universidad de Londres en el año 1900. En 1945, el colegio admitió  estudiantes masculinos de postgrado y en 1965, estudiantes universitarios masculinos. En 1985, Royal Holloway College se fusionó con el Bedford College, a primera universidad de mujeres del Reino Unido fundada en Londres en 1849 que al igual que el Royal Holloway College también formaba parte de la Universidad de Londres desde 1900. El colegio se fusionó y recibió el nombre de Royal Holloway and Bedford New College (RHBNC), quedando el nombre oficial del colegio registrado en el parlamento por ley. En el campus destaca un edificio de ladrillo rojo inspirado en el Château de Chambord en el valle del Loira, Francia.

## Historia
El Royal Holloway College, originalmente una universidad solo para mujeres, fue fundada por el empresario victoriano Thomas Holloway en 1879 en Mount Lee Estate en Egham.  La fundación de la universidad se produjo después de que Holloway, buscando cumplir con un gesto filantrópico,  comenzara un debate público a través de The Builder  sobre 'Cuál es la mejor manera de gastar un cuarto de millón o más', momento en el que su esposa, Jane Holloway , propuso construir una universidad especialmente para mujeres.  Holloway más tarde aumentó su suma original de dinero a medio millón, y hoy, el campus sigue siendo conocido por su edificio original de 600 camas, conocido como el Edificio del Fundador , diseñado por William Henry Crossland e inspirado en el Castillo de Chambord en el Valle del Loira , Francia. 
Sir Nikolaus Pevsner llamó al edificio original de la universidad "el edificio victoriano más exuberante de los Home Counties", y señaló que junto con su edificio hermano, el Sanatorio Holloway , representa "la cumbre del diseño victoriano". El Edificio del Fundador, que ahora está catalogado como Grado I ,  fue inaugurado oficialmente en 1886 por la Reina Victoria ,  quien concedió el uso de "Royal" en el nombre de la universidad.  El Edificio del Fundador ha sido descrito por The Times como "uno de los edificios universitarios más notables de Gran Bretaña", en gran parte por su elaborada arquitectura,  y según The Sunday Times "hace que la universidad sea reconocible al instante".  La universidad también tiene una Capilla, completada en 1886 como una de las últimas partes de la universidad en ser terminada.  Octubre de 1887 vio la llegada de los primeros 28 estudiantes al Royal Holloway College.  Más tarde se convirtió en un miembro de la Universidad de Londres en 1900, al igual que Bedford College , que finalmente se fusionó con Royal Holloway College. 

### Fusión del Royal Holloway College y el Bedford College (1985)
El Bedford College fue fundado por Elizabeth Jesser Reid en 1849 como una institución de educación superior para la educación de mujeres.  Reid alquiló una casa en el 47 de Bedford Square en el área de Bloomsbury de Londres y abrió el Ladies College en Bedford Square. La intención era proporcionar una educación liberal y no sectaria para mujeres, algo que ninguna otra institución en el Reino Unido proporcionaba en ese momento.  El colegio se trasladó al 8 y 9 de York Place (cerca de Baker Street ) en 1874, y luego a Regent's Park en 1908. En 1900, el colegio se convirtió en una escuela constituyente de la Universidad de Londres.  Al igual que RHC, tras su membresía en la Universidad de Londres, en 1965, permitió que los estudiantes varones estudiaran en sus instalaciones por primera vez. 
RHC y Bedford se fusionaron en 1985.  La presión para la fusión se debió a la falta de fondos gubernamentales para la educación superior, y la universidad fue nombrada Royal Holloway and Bedford New College (RHBNC), con una inauguración celebrada en la Capilla de la Universidad en 1986 por Isabel II .  El título más nuevo sigue siendo el nombre registrado oficial de la universidad, aunque esto fue cambiado para el uso diario a "Royal Holloway, University of London" por el Consejo de la Universidad en 1992.

## Campus

### Ubicación
El campus de Royal Holloway está situado en 135 acres (55 ha) de bosque, entre Windsor y Heathrow .  Alrededor de 200 especies de arbustos, 150 tipos diferentes de árboles y numerosas plantas silvestres con flores se pueden encontrar en el parque de RHC.  La estación más cercana es Egham . El campus está a unos 40-50 minutos  de la estación de Waterloo en el centro de Londres a unas 19 millas (31 km) de distancia,  y Windsor está a 5 millas (8 km).  El campus está a 2 millas (3,2 km) de la salida 13 de la M25 y cerca de la M3 , M4 y M40 y del aeropuerto de Londres Heathrow . 

### Edificio del Fundador
El edificio del Fundador, que domina el campus, tiene llamativas torres al norte y al sur y dos grandes patios, y contiene una capilla, una cocina y un comedor, un auditorio y la sala de lectura original, además de habitaciones y oficinas para estudiantes. El edificio del Fundador ha sido a menudo el centro de atención de los medios y es un popular lugar de rodaje de películas y programas de televisión como una grandiosa "universidad" o "escuela pública". 

### Reurbanización del campus
Entre 2002 y 2008, la universidad se sometió a un programa de inversión de 100 millones de libras y a una remodelación de su campus,  como resultado de la fusión con Bedford College y la venta del sitio de Bedford en Regent's Park .  Una serie de proyectos recientes llevados a cabo por Royal Holloway han incluido una ampliación de la Escuela de Administración (2005 y 2011) y de la biblioteca (que contiene medio millón de libros). Los laboratorios de ciencias biológicas también se han renovado y el Edificio Windsor (inaugurado en 2007) alberga salas de seminarios y un auditorio de 400 asientos.  En 2013, se inauguró en el Edificio Windsor el Centro de Servicios Estudiantiles, que es un único punto de contacto para todas las consultas no académicas. El Departamento de Drama amplió su espacio de actuación con la apertura del Teatro Caryl Churchill , que tiene capacidad para casi 200 espectadores en dos niveles y tiene un tercer piso para operaciones técnicas, en 2013. El departamento también utiliza la sala de calderas del siglo XIX del lugar, que se convirtió en un espacio de actuación con una pista de baile flexible en 2014. 
El Edificio Internacional, inaugurado en 2000 por la Princesa Real, alberga el Centro de Idiomas junto con los Departamentos de Inglés, Francés, Alemán, Italiano y Estudios Hispánicos. Los nuevos desarrollos también han sido seguidos por el establecimiento de vínculos formales con la Universidad de Nueva York , la Universidad de Sydney y la Universidad de Yale ,  y las conexiones con el Royal College of Music significan que los estudiantes de música en Royal Holloway tienen la oportunidad de tomar lecciones allí. 
El tamaño del campus ha permitido que la universidad desarrolle algunas de las mejores instalaciones deportivas de cualquier institución universitaria en el área de Londres,  y ayudó a construir la reputación de la universidad como una institución deportiva de excelencia.  Un estudio de aeróbic, una sala de fitness, un pabellón de deportes, campos deportivos y canchas de tenis representan algunas de las instalaciones deportivas que ofrece Royal Holloway.  El Centro Deportivo fue remodelado en 2013, mientras que un legado de Margaret Young en 2014 permitió a la universidad desarrollar aún más sus instalaciones deportivas. Una novedad para la temporada deportiva 2014/15 fueron los campos y canchas al aire libre iluminados, que proporcionan superficies de juego para todo tipo de clima para una amplia gama de deportes. 
En el campus hay restaurantes y cafeterías, una tienda universitaria, un centro de salud, una capilla, un centro de orientación profesional, espacios sociales y de enseñanza e instalaciones deportivas.  Como resultado de una evaluación realizada por People & Planet en 2007, Royal Holloway fue clasificada en el puesto 60 de 120 universidades por su desempeño ambiental.  La universidad ha puesto en marcha iniciativas para mejorar el desempeño ambiental, como la mejora de la gestión forestal para desarrollar la conservación de la naturaleza y se han introducido más bancos de reciclaje en las residencias universitarias. 
En 2015 comenzaron las obras de construcción de una nueva biblioteca y centro de servicios para estudiantes. En enero de 2017 se anunció que el edificio llevaría el nombre de la exalumna Emily Wilding Davison .  Fue inaugurado por la Princesa Real el 18 de octubre de 2017.

## Organización y administración

### Gobernación

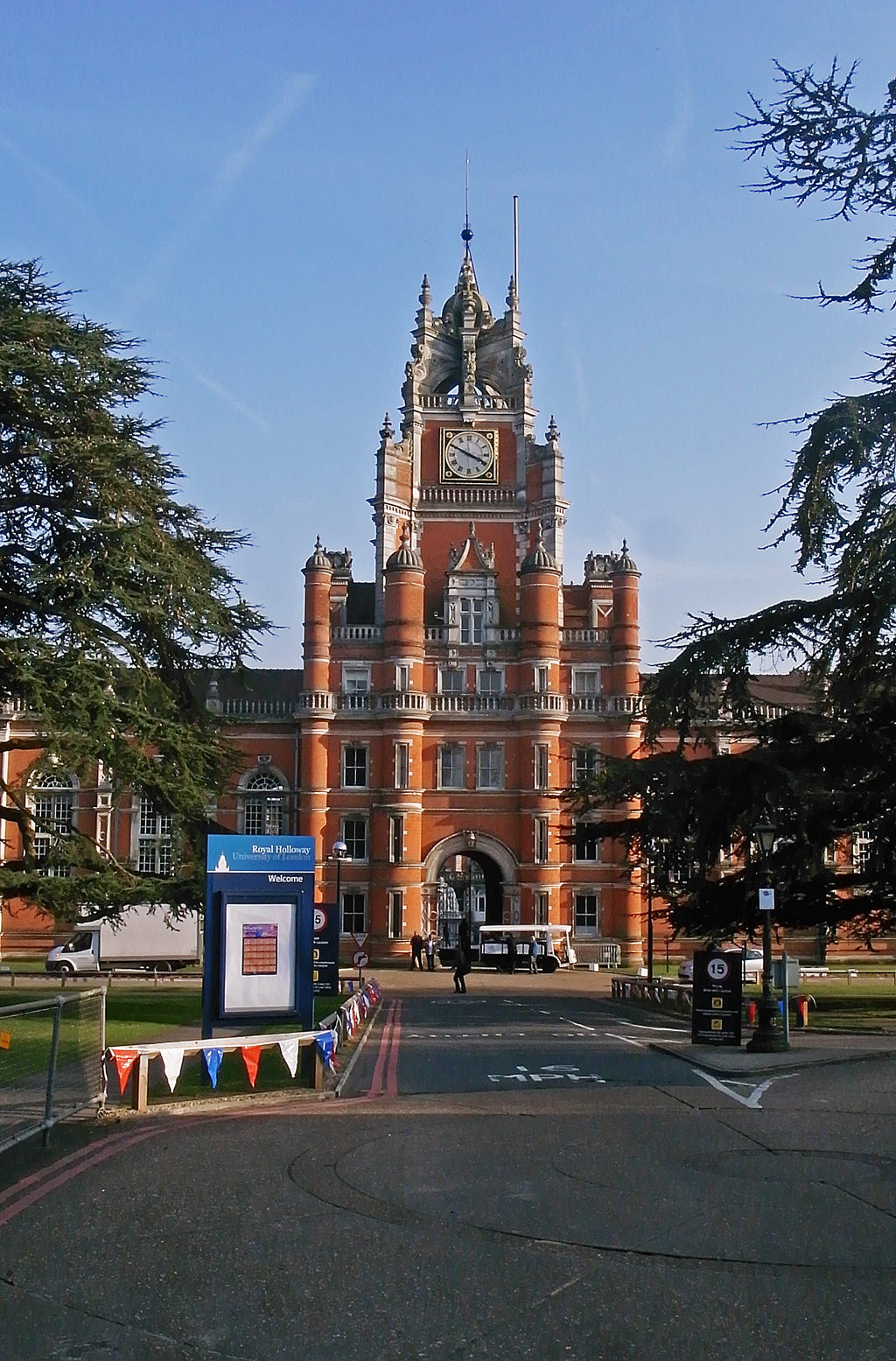
vista desde afuera

El Consejo Universitario es el órgano de gobierno de la Universidad con la responsabilidad de "la integridad financiera y el establecimiento de la dirección estratégica general de Royal Holloway".  Hay 25 miembros del consejo, muchos de los cuales son miembros laicos de fuera de Royal Holloway que inicialmente son nombrados por cinco años.  Se nombra un total de 16 miembros laicos; dos de las autoridades locales; uno seleccionado por el Consejo Privado; otro por la Universidad de Londres; dos más son nombrados como exalumnos de Royal Holloway, Bedford College o Royal Holloway College; y el resto son elegidos para ofrecer una gama de habilidades y experiencia.  El Presidente del consejo, que es nombrado por cinco años, también es un miembro laico. Una de las funciones del Presidente es presidir una serie de comités, incluido el Comité de Remuneraciones, que maneja el pago y los beneficios del personal superior.  El Vicerrector es responsable ante el presidente.
El resto de los miembros del Consejo son tres elegidos por miembros no académicos del personal, dos elegidos por académicos y un miembro del personal académico elegido por el Consejo Académico. También hay un miembro estudiante elegido por los estudiantes.

### Escuelas y departamentos
A partir del 1 de agosto de 2019, la universidad funciona con una estructura de Escuelas.  Cada escuela está dirigida por un director de escuela, quien a su vez reporta al equipo ejecutivo de la universidad.  Las seis nuevas escuelas reemplazaron a las tres facultades anteriores. 
Las escuelas son las siguientes:
| Escuela de Negocios y Dirección de Empresas - Departamento de Contabilidad y Gestión Financiera - Departamento de Gestión de la Innovación Digital - Departamento de Gestión de Recursos Humanos y Estudios Organizacionales - Departamento de Marketing - Departamento de Estrategia, Negocios Internacionales y Emprendimiento | Escuela de Ingeniería, Ciencias Físicas y Matemáticas (EPMS) - Departamento de Ciencias de la Computación - Departamento de Ingeniería Electrónica - Departamento de Seguridad de la Información - Departamento de Matemáticas - Departamento de Física | Escuela de Humanidades - Departamento de Estudios Clásicos - Departamento de Inglés - Departamento de Historia - Departamento de Lenguas, Literaturas y Culturas |

| Facultad de Derecho y Ciencias Sociales - Departamento de Economía - Departamento de Derecho y Criminología - Departamento de Política, Relaciones Internacionales y Filosofía - Departamento de Trabajo Social | Facultad de Ciencias de la Vida y del Medio Ambiente - Departamento de Ciencias Biológicas - Departamento de Ciencias de la Tierra - Departamento de Geografía - Departamento de Estudios de la Salud - Departamento de Psicología | Escuela de Artes Escénicas y Digitales - Departamento de Drama, Teatro y Danza - Departamento de Artes de los Medios - Departamento de Música |

Además, existe una Escuela de Doctorado para los estudiantes de doctorado de la universidad.

## Reputación y rankings
En un momento dado, Royal Holloway ocupó el segundo lugar entre 90 universidades de Inglaterra y Gales en cuanto a número de estudiantes que conseguían empleo tras su graduación.  Sin embargo, según Complete University Guide 2016 , la universidad ha experimentado una caída en la empleabilidad de los graduados desde 2007/8, con una perspectiva de graduación de solo el 62,2%, lo que la sitúa en el puesto 77 entre 126 universidades del Reino Unido.  Según Complete University Guide 2020 , esta cifra está empezando a aumentar de nuevo, con una perspectiva de graduación del 73,5%.  Royal Holloway se encuentra entre el 25% de las mejores universidades del Reino Unido en cuanto a satisfacción general (89%), según la Encuesta Nacional de Estudiantes de 2014. 
En 2014-15, el Times Higher Education World University Rankings  situó a la universidad en el puesto 47.º de Europa y en el 118.º del mundo.
Royal Holloway ocupó el puesto 29 en el ranking general de universidades británicas de The Times Good University Guide, basado en su desempeño consistente en la tabla de clasificación entre 1998 y 2007.
| National rankings           | National rankings |
| --------------------------- | ----------------- |
| Complete (2025)             | 37                |
| Guardian (2024)             | 47                |
| Times / Sunday Times (2024) | 29=               |
| Global rankings             |                   |
| ARWU (2024)                 | 801–900           |
| QS (2025)                   | 477=              |
| THE (2024)                  | 301–350           |

## Autoridades y alumnado famoso

### Directores / Vicerrectores
Desde el año 2000, el colegio ha tenido cuatro directores:
- 2000 a 2002: Sir Drummond Bone
- 2002 a 2009: Stephen Hill
- 2010 a 2022: Paul Layzell, DL CBE
- 2022 hasta el presente: Julie Sanders

### Presidentes del consejo
Desde 2004, el colegio ha tenido tres presidentes de consejo:
- 2004 a 2011: Sir Andrew Burns, KCMG
- 2011 a 2018: Stephen Cox, director de operaciones comerciales
- 2018 hasta el presente: Dame Margaret Hodge DBE MP

### Antiguos alumnos destacados
- Tengku Ahmad Ismail Mu'adzam Shah , Príncipe de Malasia
- Kitty Anderson (1903-1979), ex directora de la North London Collegiate School
- Dame Catherine Ashton , baronesa Ashton de Upholland GCMG (nacida en 1956), ex Alta Representante de la UE para Asuntos Exteriores y Política de Seguridad
- Greg Barker , barón Barker de Battle (nacido en 1966), político
- Melanie Bartley , miembro de la Academia Británica , socióloga
- Helen Bentwich CBE (1892-1972), filántropa y política
- Yael Bitrán (nacida en 1965), historiadora, traductora y musicóloga
- Daphne Blundell CB (1916-2004), exdirectora del Servicio Naval Real Femenino
- Daniel Bradley (1928-2010), miembro de la Royal Society
- Emma Bridgewater CBE (nacida en 1960), empresaria
- John Broome (nacido en 1947), miembro de la Academia Británica , filósofo
- Martin Buck (nacido en 1955), miembro de la Royal Society , microbiólogo
- Susan Bullock CBE (nacida en 1958), soprano
- Ida Busbridge (1908-1988), primera mujer en recibir una beca de Oxford en matemáticas
- Helen Cam CBE (1885–1968), miembro de la Academia Británica , primera profesora de Harvard
- Dame Harriette Chick (1875-1977), microbióloga
- Sophie Christiansen CBE (nacida en 1987), medallista de oro en los Juegos Paralímpicos
- Dama Ivy Compton-Burnett (1884-1969), autora
- Rosemary Crompton (1942—2011), miembro de la Academia Británica , socióloga
- Stuart Cull-Candy (nacido en 1946), miembro de la Royal Society
- Dame Evelyn Denington , baronesa Denington (1907-1998), política
- Dame Karen Dunnell (nacida en 1946), socióloga médica
- Dame Ann Ebsworth (1937—2002), jueza del Tribunal Supremo
- George Eliot (1819-1880), autor
- Agnes Field CBE (1896-1968), productora cinematográfica
- Dame Janet Finch DL (nacida en 1946), ex vicerrectora de la Universidad de Keele
- Dame Janet Fookes , baronesa Fookes DL (nacida en 1936), política
- Dame Jayne-Anne Gadhia (nacida en 1961), ejecutiva de servicios financieros
- John Gardiner , barón Gardiner de Kimble (nacido en 1956), político
- Jonathan Goodall , (nacido en 1961), obispo
- Sir Robbie Gibb CB (nacido en 1964), asesor político y periodista
- Dame Helen Gwynne-Vaughan GBE (1879-1967), botánica
- Jean Hanson (1919-1973), miembro de la Royal Society
- Dame Caroline Haslett (1895-1957), ingeniera
- Anna Healy, baronesa Healy de Primrose Hill (nacida en 1955), política
- Ruth Henig , baronesa Henig CBE , DL (nacida en 1943), política
- Sir Lenny Henry CBE (nacido en 1958), comediante
- Jackie Hunter CBE (nacida en 1956), ejecutiva farmacéutica
- Almirante Sir Ben Key CBE (nacido en 1965), Primer Lord del Mar
- Declan Lang (nacido en 1950), obispo
- Frances Lloyd George , condesa Lloyd-George de Dwyfor CBE (1888-1972), secretaria política
- Dame Kathleen Lonsdale (1903-1971), miembro de la Royal Society
- Dame Felicity Lott (nacida en 1947), soprano
- Dame Sally Macintyre (nacida en 1949), socióloga médica
- Louisa Martindale CBE (1872–1966), cirujana
- Rachel, Lady MacRobert (1884-1954), geóloga
- Angela Mason CBE (nacida en 1944), funcionaria pública y activista
- Jean McFarlane, baronesa McFarlane de Llandaff (1926-2012), enfermera
- Duncan McCargo , (nacido en 1963), profesor y director del Instituto Nórdico de Estudios Asiáticos
- Dame Margaret Miles (1911-1994), pedagoga
- Anthea Millett CBE (nacida en 1941), pedagoga
- Delyth Morgan , baronesa Morgan de Drefelin (nacida en 1961), política
- Marilynne Morgan CB , abogada y funcionaria pública
- Jennie Page CBE (nacida en 1944), ex directora ejecutiva de English Heritage
- Sir Andrew Parmley (nacido en 1956), ex alcalde de Londres
- Marie Patterson CBE (nacida en 1934), sindicalista
- Mary Pickford (1902-2002), miembro de la Royal Society
- Rosalind Pitt-Rivers (1907-1990), miembro de la Royal Society
- Helen Porter (1899-1987), miembro de la Royal Society
- Jenny Randerson , baronesa Randerson (nacida en 1948), política
- Princesa Zeina Rashid de Jordania (nacida en 1988)
- Dama Mildred Riddelsdell DCB , CBE (1913-2006), funcionaria pública
- Dame Miriam Rothschild (1908-2005), miembro de la Royal Society
- Athene Seyler CBE (1889-1990), expresidenta de la RADA
- Alison Shrubsole CBE (1925–2002), exdirectora del Homerton College, Cambridge
- Dame Mary Smieton (1902-2005), funcionaria pública
- Dame Freya Stark (1893-1993), exploradora y escritora de viajes
- Mary Stewart, baronesa Stewart de Alvechurch (1903-1984), política
- Ethel Strudwick CBE (1880–1954), ex directora principal de la escuela de niñas St Paul
- Jennifer Thomas CBE , miembro de la Royal Society
- Simon Thurley CBE (nacido en 1961), ex director ejecutivo de English Heritage
- Charles Tomlinson CBE (1927–2015), poeta y académico
- Sarah Tyacke CB (nacida en 1945), ex conservadora de registros públicos
- Andrew Stephenson, diputado (nacido en 1981), político, actualmente Ministro de Estado de Transporte con responsabilidad sobre HS2
- Valerie Vaz, diputada (nacida en 1954), política, exlíder del partido en la sombra de la Cámara de los Comunes
- Katharine Wallas CBE (1864-1944), política
- Diana Warwick , baronesa Warwick de Undercliffe (nacida en 1945), exdirectora ejecutiva de Universities UK
- Dame Olive Wheeler (1886-1963), pedagoga y psicóloga
- Alex Wilkie (nacido en 1948), miembro de la Royal Society
- Emily Wilding Davison (1872-1913), sufragista
- Elizabeth Wilkinson (1909-2001), miembro de la Academia Británica , germanista
- Elizabeth Williams CBE (1895-1986), matemática
- Fiona Williams OBE (nacida en 1947), miembro de la Academia Británica , académica
- Roger Wright CBE (nacido en 1956), exdirector de los BBC Proms
- Andy Young (nacido en 1950), miembro de la Academia Británica , psicólogo
- Frances Young OBE (nacida en 1939), miembro de la Academia Británica , teóloga